# Шива-сутри Васугупти
Шива-сутри (санскр. शिवसतरा śivasūtrā) — один з основоположних текстів кашмірського шиваїзму, належить до категорії Агам і традиційно приписується мудрецю Васугупті. Складається з 77 віршів. Є основою кашмірського шиваїзму — являє собою стислий виклад трьох методів (санскр. उपाय upāya) реалізації і досягнення Атман або Парамашиви, викладених у трьох нерівномірних за розмірами розділах — «Шамбхавопая» (22 вірша), «Шактопая» (10 віршів) і Анавопая (45 віршів). Вважається, що «Шива-сутри» даровані людям, що живуть в Калі-югу, як єдине джерело, що дозволяє сформувати правильний погляд на природу реальності і знайти звільнення (мокшу). Васугупта, милістю Шиви, повністю збагнув найглибшу суть цих недвоїстих навчань і передав їх своїм найближчим учням. У результаті цього була сформована відповідна лінія учнівської спадкоємності, яка збереглася в Кашмірі і понині[коли?].

## Історія появи
Існують дві легенди про появу Шива-сутр. Згідно з першою легендою, Васугупта отримав їх під час медитації на Шиву або, за іншою версією, Шива явився йому уві сні і надиктував їх. Згідно з другою, Васугупті уві сні явився Шива і наказав відвідати місце Харван і знайти там однойменну річку, а біля неї певну скелю. На ранок Васугупта відправився туди і дійсно знайшов скелю з вигравіруваним на ній текстом. За однією з версій легенди, Васугупта доторкнувся до скелі, вона перекинулася і на її нижній частині він побачив текст. У будь-якому випадку, текст «Шива-сутр» вважається текстом божественного одкровення.
Датировка создания текста — IX век.

## Переклади
Існує безліч перекладів на англійську. Одними з найкращих вважаються:
- переклад Шива-сутра-вимаршини, здійснений Свамі Лакшманджу 1975 року в Кашмірі;
- переклад Шива-сутра-варттика з коментарями Бхаскари, здійснений у 1992 році Марком Дичковски (Mark Dyczkowski);
- переклад Шива-сутра-вимаршини, здійснений Джаядевом Сінгхом в 90-ті роки XX століття.

Існує два переклади Шива-сутр російською мовою. Один із них, М. Ніколаєвої, є перекладом з англійської книги Шрі Шайлендра Шарми «Йога сутра. Шива сутра». Другий — переклад А. В. Арапова. Обидва переклади доступні в інтернеті. Існує також переклад «Шива сутр» з коментарем «Вимаршини» Кшемараджи, виконаний перекладачем О. Н. Ерченковым.

## Ланки
- Шива-сутри Васугупты на санскриті
- Swami Lakshmanjoo. Shiva Sutras: The Supreme Awakening.
- Mark S. G. Dyczkowski. The Aphorisms of Siva: The Siva Sutra With Bhaskara's Commentary, the Varttika (Suny Series in Tantric Studies) by Bhaskara.
- Jaideva Singh. Siva Sutras: The Yoga of Supreme Identity.
- Svami Muktananda Nothing that Is Not Exists Shiva: Commentaries on the Shiva Sutra, Vijnana Bhairava, Guru Gita, and Other Sacred Texts [Архівовано 23 березня 2010 у Wayback Machine.] (1997) Siddha Yoga Publications, ISBN 0-911307-56-7.
- Шрі Шайлендра Шарму. Йога сутра. Шива сутра. [Архівовано 5 листопада 2014 у Wayback Machine.] / Пров. з англ. «Шанті Натхини» (М. Ніколаєвої) ISBN 5-98597-072-2
- Кшемараджа Роз'яснення Шива-сутри. Параправешика: пер. з санскр. О. Ерченкова. — М. : Гангу, 2012. — 320 с. ISBN 978-5-98882-157-1

1. ↑  Vasugupta., Dyczkowski, Mark S. (1992). The aphorisms of Śiva : the ŚivaSūtra with Bhāskara's commentary, the Vārttika. Albany: State University of New York Press. ISBN 0791412636. OCLC 25026943.